# Наджран
Наджра́н (араб. نجران‎, ранее Аба-эс-Сууд) — город на юго-западе Саудовской Аравии. Административный центр одноимённого административного округа.

## История
В древности Наджран являлся значимым центром производства ладана и смирны. Через город проходил торговый путь, известный как «путь благовоний», который связывал юг Аравийского полуострова с различными областями Средиземноморья и Месопотамии.
В 25 до н. э. город был захвачен римским полководцем Элием Галлом, совершавшим поход по поручению императора Августа.

### Христианская община
В период с VI по первую половину VII века в Наджране существовала крупная христианская община.
Отдельные источники утверждают, что в 518 году христианская община была разгромлена Юсуфом Зу-Нувасом, а христиане сожжены в пересохшем русле реки.
Около 520 года, по просьбе императора Юстина I царь Аксума Калеб совершил поход в йеменское государство химьяритов.
В житие епископа Григория Омиритского упоминается, что в этом походе был освобождён и Наджран.
Там же говорится, что в этом городе была сильная община иудеев, которые перешли в христианство при епископе Григории.

В 523 году город был захвачен обратившимся в иудаизм царём Химьяра Юсуфом Зу-Нувасом, при этом из страха перед растущим влиянием христианской Эфиопии было убито множество исповедовавших христианство горожан во главе с градоначальником Арефой (житийная литература говорит о 4 299 христианах, убитых вместе с Арефой). Это убийство мирных жителей Наджрана осуждается в Коране — см. Асхаб аль-Ухдуд. В Православной церкви Наджранских мучеников поминают 24 октября (6 ноября).
В 623 году Наджран был захвачен полководцем и сподвижником Мухаммада Халидом ибн аль-Валидом.
На десятый год хиджры пророка Мухаммеда посетила делегация из 14 наджранских христиан, которым разрешили помолиться в мечети.
Итогом визита и религиозного диспута стало соглашение между мусульманами и христианами Наджрана, поддерживавшееся при Мухаммеде и Абу Бакре.
Но уже в период правления второго исламского халифа Умара ибн Хаттаба оставшиеся в городе христиане были высланы из Аравии.

### Еврейская община
Евреи жили в Наджране ещё до завоевания города мусульманами. После него евреи, проживавшие в городе, имели право носить оружие, а также пользовались рядом гражданских прав. Некоторые из них занимались скотоводством и земледелием и были освобождены от уплаты джизьи. В 1934 году, после вхождения города в состав королевства Саудовская Аравия, еврейское население начало подвергаться преследованиям, что привело к бегству около 200 евреев Наджрана в Аден. Беженцы были размещены в лагере Хашид, а затем, по воздуху, были переброшены в Израиль.

### Сепаратизм местного населения, влияние хуситов на регион в ходе войны Саудовской Аравии в Йемене (с 2015)
Город Наджран (Нажран) не входил изначально (с 1926 года) в состав Саудовской Аравии, а был йеменским городом. Регион Наджран был отторгнут от Йемена саудовским королем Абдул-Азиз ибн Абдуррахман ибн Фейсал Аль Саудом только в 1931 году. Для решения проблемы с местным непокорным племенем бану-ям первый саудовский король заключил с племенными вождями соглашение, своего рода унию. Вожди согласились войти в состав королевства саудитов, но с правами широкой автономии. Им было обещано много разных материальных благ из казны, как разовых, так и ежегодных. Но конфликты местных с саудитами продолжали возникать и после, несмотря на приложенные королевством усилия.
В 2000 году местные исмаилиты подняли вооружённое восстание, которое солдатам Саудовской Аравии удалось подавить силой.
В ходе Гражданской войны в Йемене, в которую с февраля 2015 года вмешалась Саудовская Аравия, ситуация в этом приграничном регионе (с до сих пор не размеченными границами с государством Йемен) осложнилась. Боевики из местной оппозиции «Ахрар Эн-Наджаран», при явной и неявной поддержке хуситов из Йемена, захватили военную базу в Эль-Машилии в округе Наджран всего в 10 км к югу от города Наджран.

## Географическое положение
Город находится в юго-западной части провинции, вблизи границы с Йеменом, на высоте 1293 метров над уровнем моря.
Наджран расположен на расстоянии приблизительно 807 километров к юго-юго-западу (SSW) от столицы страны Эр-Рияда.

## Население
По данным переписи 2010 года численность населения Наджрана составляла 298 288 человек.
Динамика численности населения города по годам:
| 1992   | 2004    | 2010    |
| ------ | ------- | ------- |
| 90 983 | 246 880 | 298 288 |

В этническом составе населения преобладают представители арабского племени Бану Йам. В конфессиональном составе преобладают исмаилиты.

## Образование
На территории города находятся университет, технологический колледж, 560 государственных и 10 частных школ.

## Спорт
В городе базируется ряд футбольных клубов:
- Аль-Ухдуд (نادي الأخدود), основан в 1976 году,
- Шарора (نادي شرورة), основан в 1975 году,
- Наджран (نادي نجران), основан в 1980 году.